# Escudo de San Esteban de la Sarga
El Escudo de armas de  San Esteban de la Sarga  es un símbolo de dicho municipio y se describe, según la terminología precisa de la heráldica, por el siguiente blasón:

«Escudo en losange de ángulos rectos: de gules, un collado de oro rodeado de diez estrellas de argén puestas en orla. Al timbre, una corona mural de pueblo.»

## Diseño
La composición del escudo está formada sobre un fondo en forma de cuadrado apoyado sobre una de sus aristas, llamado escudo de ciudad o escudo embaldosado, según la configuración difundida en Cataluña al haber sido adoptada por la administración en sus especificaciones para el diseño oficial de los municipios de las entidades locales de color rojo intenso (gules). Como carga principal, aparece la representación heráldica de un collado entre dos montañas, una más baja que la otra, de color amarillo (oro) acompañada de diez estrellas, que al no especificar más, son de 6 puntas, de color blanco o gris (plata, también llamado argén) puestas en forma de orla o círculo.
El escudo está acompañado en la parte superior de un timbre en forma de corona mural, que es la adoptada por la Generalidad de Cataluña para timbrar genéricamente a los escudos de los municipios. En este caso, se trata de una corona mural de pueblo, que básicamente es un lienzo de muralla amarillo (oro) con puertas y ventanas en negro (cerrado de sable), con cuatro torres almenadas, tres de ellas vistas.

## Historia
El ayuntamiento acordó solicitar el estudio heráldico para la adopción del escudo el 5 de febrero de 2004. Después de un estudio heráldico, se presentó la propuesta al ayuntamiento el 19 de abril, con la descripción finalmente aprobada. La propuesta realizada, junta con otras cuatro fueron sometidas a votación popular. Después de continuar con el proceso reglamentario, el escudo fue finalmente aprobado el 8 de febrero de 2005 y publicado en el DOGC número 4.334 de 2 de marzo del mismo año.

Representación del escudo descrito por Manuel Bassa y Armengol en su libro Los escudos heráldicos de los pueblos de Cataluña.

En el libro de Manuel Bassa y Armengol, Los escudos heráldicos de los pueblos de Cataluña (Els escuts heràldics dels pobles de Catalunya), describe el escudo de San Esteban de la Sarga como: Partido; primero, de azur, una corona de príncipe de oro; segundo, de oro, cuatro palos de gules., aunque según Armand de Fluvià, asesor en heráldica de la Generalidad de Cataluña, este podría ser inventado por el autor, ya que no existe ninguna otra referencia a ese escudo, ni sello histórico para este municipio.
El color rojo del escudo simboliza la sangre del martirio de San Esteban, patrón municipal. El collado hace referencia a una característica orográfica, a la situación estratégica de San Esteban de la Sarga, al camino que permite franquear el Montsec por el collado de Ares, a causa de la dificultad que comporta el paso por el congosto de Mont-rebei, abierto a pico por el río Noguera Ribagorzana en la sierra del Montsec. Las estrellas aluden a los diez núcleos de población que forman el municipio.